# Lissonota xanthophrys
Lissonota xanthophrys là một loài tò vò trong họ Ichneumonidae.